# Äherdi
Äherdi – wieś w Estonii, w prowincji Rapla, w gminie Rapla.